# Анжела Пенчева
Анжела Пенчева е българска писателка, артистка и поетеса.

## Биография
родена на 27 юли 1967 г. в София. Тя е с трайно физическо увреждане от детска церебрална парализа (ДПЦ). Диагнозата е поставена след раждането ѝ.
Анжела пише поезия, автор е на автобиографичната книга „Моят живот. Да имаш ляв палец“, издадена през 2015 г. с подкрепата на издателство „Кибеа“. Книгата е написана само с един ляв палец в продължение на три години.
Анжела освен писател и поет е и актриса, играе в група за алтернативен театър в рамките на Общински театър „Възраждане“ заедно с хора, имащи сходни на нейните проблеми. Била е назначена за актриса с трудов договор към Нов български университет и театър „Възраждане“ по националната програма за заетост и обучение на хора с трайни увреждания. Работи с режисьора Кристиана Бояджиева с участието на актьори с физически увреждания в проекти като:
- „Три и половина“ от Дарио Фо и Франка Раме;
- „Новите дрехи на царя“ – спектакъл за деца;
- „Истински случки от живота на Слънчевко“ – куклен спектакъл;
- „Нещото и неговите приятели“ – театър „Възраждане“ – кукленото представление;
- „Приказка за приказките“, спектакъл „Фрагменти“ – физически и танцов театър по проект „Театър за малки и големи – с участието на хора с физически увреждания“ – Театрална работилница „Сфумато“.[1]

Днес Анжела Пенчева продължава образованието си и е ученичка в 8-и клас. Тя активно членува и участва в няколко неправителствени организации, работещи в областта на интеграцията на хора с увреждания, сред които „Център за независим живот“, „Светлина за живот“.
Екип от артисти под ръководството на режисьора доц. Възкресия Вихърова работи върху реализирането на документален театрален спектакъл по автобиографичната книга на Анжела Пенчева „Моят живот. Да имаш ляв палец“. Основната цел на проекта е с помощта на иновативните технологии и сценичната форма Експериментален танц и театър да се покаже на целия свят как функционира и служи едно тяло, прието да се възприема като увредено. Екипът на проекта, който се солидаризира с гласа на Анжела, си поставя амбициозната задача да покаже и въплъти толерантността и респекта към всяко едно човешко същество.